# Coppa Libertadores 1980
L'edizione 1980 della Coppa Libertadores vide la vittoria del Nacional.

## Quarti di finale

### Gruppo 1 Argentina, Perù
16.02 Sporting Cristal Lima - Atlético Chalaco Callao 0:0

27.02 River Plate Buenos Aires - Vélez Sarsfield Buenos Aires 0:0

01.03 Atlético Chalaco Callao - Vélez Sarsfield Buenos Aires 0:2

11.03 River Plate Buenos Aires - Sporting Cristal Lima 3:2

14.03 Vélez Sarsfield Buenos Aires - Sporting Cristal Lima 2:0

27.03 Vélez Sarsfield Buenos Aires - Atlético Chalaco Callao 5:2

27.03 River Plate Buenos Aires - Atlético Chalaco Callao 3:0

09.04 Sporting Cristal Lima - Vélez Sarsfield Buenos Aires 0:1

15.04 Sporting Cristal Lima - River Plate Buenos Aires 1:2

18.04 Atlético Chalaco Callao - River Plate Buenos Aires 0:2

25.04 Atlético Chalaco Callao - Sporting Cristal Lima 0:2

25.04 Vélez Sarsfield Buenos Aires - River Plate Buenos Aires 0:0
- spareggio qualificazione:

08.05 Vélez Sarsfield Buenos Aires - River Plate Buenos Aires 1:1
- Vélez Sarsfield Buenos Aires qualificata alle semifinali.

| Club                         | G | V | N | P | Pti | GF | GS |
| ---------------------------- | - | - | - | - | --- | -- | -- |
| Vélez Sarsfield Buenos Aires | 6 | 4 | 2 | 0 | 10  | 10 | 2  |
| River Plate Buenos Aires     | 6 | 4 | 2 | 0 | 10  | 10 | 3  |
| Sporting Cristal Lima        | 6 | 1 | 1 | 4 | 3   | 5  | 8  |
| Atlético Chalaco Callao      | 6 | 0 | 1 | 5 | 1   | 2  | 14 |

### Gruppo 2 Bolivia, Uruguay
09.04 Nacional Montevideo - Defensor Montevideo  1:0

09.04 Oriente Petrolero Santa Cruz - The Strongest La Paz 1:0

13.04 Oriente Petrolero Santa Cruz - Nacional Montevideo 1:3

13.04 The Strongest La Paz - Defensor Montevideo  2:0

16.04 Oriente Petrolero Santa Cruz - Defensor Montevideo  0:1

17.04 The Strongest La Paz - Nacional Montevideo 3:0

23.04 Defensor Montevideo  - Nacional Montevideo 0:3

23.04 The Strongest La Paz - Oriente Petrolero Santa Cruz 3:2

27.04 Nacional Montevideo - Oriente Petrolero Santa Cruz 5:0

27.04 Defensor Montevideo  - The Strongest La Paz 1:1

30.04 Nacional Montevideo - The Strongest La Paz 2:0

30.04 Defensor Montevideo  - Oriente Petrolero Santa Cruz 1:1
| Club                         | G | V | N | P | Pti | GF | GS |
| ---------------------------- | - | - | - | - | --- | -- | -- |
| Nacional Montevideo          | 6 | 5 | 0 | 1 | 10  | 14 | 4  |
| The Strongest La Paz         | 6 | 3 | 1 | 2 | 7   | 9  | 6  |
| Defensor Montevideo          | 6 | 1 | 2 | 3 | 4   | 3  | 8  |
| Oriente Petrolero Santa Cruz | 6 | 1 | 1 | 4 | 3   | 5  | 13 |

### Gruppo 3 Brasile, Venezuela
23.03 Vasco da Gama Rio de Janeiro - Internacional Porto Alegre 0:0

23.03 Galicia Caracas - Táchira San Cristóbal 1:0

13.04 Galicia Caracas - Vasco da Gama Rio de Janeiro 0:0

13.04 Táchira San Cristóbal - Internacional Porto Alegre 0:1

17.04 Galicia Caracas - Internacional Porto Alegre 2:1

17.04 Táchira San Cristóbal - Vasco da Gama Rio de Janeiro 0:1

20.04 Táchira San Cristóbal - Galicia Caracas 0:1

20.04 Internacional Porto Alegre - Vasco da Gama Rio de Janeiro 2:1

27.04 Internacional Porto Alegre - Táchira San Cristóbal 4:0

27.04 Vasco da Gama Rio de Janeiro - Galicia Caracas 4:0

30.04 Internacional Porto Alegre - Galicia Caracas 2:0

30.04 Vasco da Gama Rio de Janeiro - Táchira San Cristóbal 1:0
| Club                         | G | V | N | P | Pti | GF | GS |
| ---------------------------- | - | - | - | - | --- | -- | -- |
| Internacional Porto Alegre   | 6 | 4 | 1 | 1 | 9   | 10 | 3  |
| Vasco da Gama Rio de Janeiro | 6 | 3 | 2 | 1 | 8   | 7  | 2  |
| Galicia Caracas              | 6 | 3 | 1 | 2 | 7   | 4  | 7  |
| Táchira San Cristóbal        | 6 | 0 | 0 | 6 | 0   | 0  | 9  |

### Gruppo 4 Colombia, Ecuador
09.03  Emelec Guayaquil - Universidad Católica Quito 1:0

12.03  America Cali - Independiente Santa Fe Bogotà 1:0

16.03  Emelec Guayaquil - Independiente Santa Fe Bogotà 0:2

16.03 Universidad Católica Quito -  America Cali 4:2

19.03 Independiente Santa Fe Bogotà -  America Cali 1:1

23.03 Universidad Católica Quito -  Emelec Guayaquil 5:0

26.03 Universidad Católica Quito - Independiente Santa Fe Bogotà 1:0

26.03  Emelec Guayaquil -  America Cali 1:2

30.03 Independiente Santa Fe Bogotà -  Emelec Guayaquil 1:2

30.03  America Cali - Universidad Católica Quito 1:0

02.04 Independiente Santa Fe Bogotà - Universidad Católica Quito 1:0

02.04  America Cali -  Emelec Guayaquil 4:1
| Club                          | G | V | N | P | Pti | GF | GS |
| ----------------------------- | - | - | - | - | --- | -- | -- |
| America Cali                  | 6 | 4 | 1 | 1 | 9   | 11 | 7  |
| Universidad Católica Quito    | 6 | 3 | 0 | 3 | 6   | 10 | 5  |
| Independiente Santa Fe Bogotà | 6 | 2 | 1 | 3 | 5   | 5  | 5  |
| Emelec Guayaquil              | 6 | 2 | 0 | 4 | 4   | 5  | 14 |

### Gruppo 5 Cile, Paraguay
19.03 Colo Colo Santiago - O'Higgins Rancagua 1:1

21.03 Sol de América Asunción - Cerro Porteño Asunción 2:1

25.03 Sol de América Asunción - O'Higgins Rancagua 1:4

28.03 Cerro Porteño Asunción - O'Higgins Rancagua 1:0

08.04 Cerro Porteño Asunción - Colo Colo Santiago 5:3

11.04 Sol de América Asunción - Colo Colo Santiago 2:1

16.04 Cerro Porteño Asunción - Sol de América Asunción 0:0

16.04 O'Higgins Rancagua - Colo Colo Santiago 1:3

22.04 O'Higgins Rancagua - Sol de América Asunción 2:0

22.04 Colo Colo Santiago - Cerro Porteño Asunción 2:1

25.04 Colo Colo Santiago - Sol de América Asunción 1:1

25.04 O'Higgins Rancagua - Cerro Porteño Asunción 0:0
| Club                    | G | V | N | P | Pti | GF | GS |
| ----------------------- | - | - | - | - | --- | -- | -- |
| O'Higgins Rancagua      | 6 | 2 | 2 | 2 | 6   | 8  | 6  |
| Cerro Porteño Asunción  | 6 | 2 | 2 | 2 | 6   | 8  | 7  |
| Colo Colo Santiago      | 6 | 2 | 2 | 2 | 6   | 11 | 11 |
| Sol de América Asunción | 6 | 2 | 2 | 2 | 6   | 6  | 9  |

- Olimpia Asunción ammessa direttamente in semifinale in quanto campione in carica.

## Semifinali

### Gruppo 1
13.06 Vélez Sarsfield Buenos Aires - Internacional Porto Alegre 0:1

18.06  America Cali - Vélez Sarsfield Buenos Aires 0:0

25.06 Internacional Porto Alegre - Vélez Sarsfield Buenos Aires 3:1

02.07  America Cali - Internacional Porto Alegre 0:0

10.07 Internacional Porto Alegre -  America Cali 0:0

16.07 Vélez Sarsfield Buenos Aires -  America Cali 0:0
| Club                         | G | V | N | P | Pti | GF | GS |
| ---------------------------- | - | - | - | - | --- | -- | -- |
| Internacional Porto Alegre   | 4 | 2 | 2 | 0 | 6   | 4  | 1  |
| America Cali                 | 4 | 0 | 4 | 0 | 4   | 0  | 0  |
| Vélez Sarsfield Buenos Aires | 4 | 0 | 2 | 2 | 2   | 1  | 4  |

### Gruppo 2
21.05 O'Higgins Rancagua - Nacional Montevideo 0:1 (a Santiago)

11.06 O'Higgins Rancagua - Olimpia Asunción 0:1 (a Santiago)

18.06 Olimpia Asunción - Nacional Montevideo 0:1

02.07 Nacional Montevideo - Olimpia Asunción 1:1

09.07 Olimpia Asunción - O'Higgins Rancagua 2:0

16.07 Nacional Montevideo - O'Higgins Rancagua 2:0
| Club                | G | V | N | P | Pti | GF | GS |
| ------------------- | - | - | - | - | --- | -- | -- |
| Nacional Montevideo | 4 | 3 | 1 | 0 | 7   | 5  | 1  |
| Olimpia Asunción    | 4 | 2 | 1 | 1 | 5   | 4  | 2  |
| O'Higgins Rancagua  | 4 | 0 | 0 | 4 | 0   | 0  | 6  |

## Finale
Internacional Porto Alegre - Nacional Montevideo 0:0 e 0:1
30 luglio 1980 Porto Alegre Estadio Beira Rio (70000)

Internacional Porto Alegre - Nacional Montevideo 0:0

Arbitro: Romero (Argentina)

Sport Club Internacional: Gasperin, Toninho, Mauro Pastor, Mauro Galvão, André, Falcão, Batista, Tonho, Jair, Chico Spina (Adavílson), Mario Sergio.

Club Nacional de Football: R. Rodríguez, Blanco, De León, Moreira, Espárrago, W. González, Bica, De La Peña, Victorino, Luzardo, D. Pérez.
6 agosto 1980 Montevideo Estadio Centenario (65000)

Nacional Montevideo - Internacional Porto Alegre 1:0(1:0)

Arbitro: Pérez (Perù)

Marcatori: 1:0 Victorino 35

Club Nacional de Football: R. Rodríguez, Blanco, De León, Moreira, Espárrago, W. González, Bica, De La Peña, Victorino, Luzardo, Morales.

Sport Club Internacional: Gasperin, Mauro Pastor, Mauro Galvão, Toninho, Falcão, Claudio Mineiro, Chico Spina, Batista, Adílson, Jair (Berreta), Mario Sergio.